# 魚眼
魚眼（ぎょがん）とは、魚類の眼のこと。

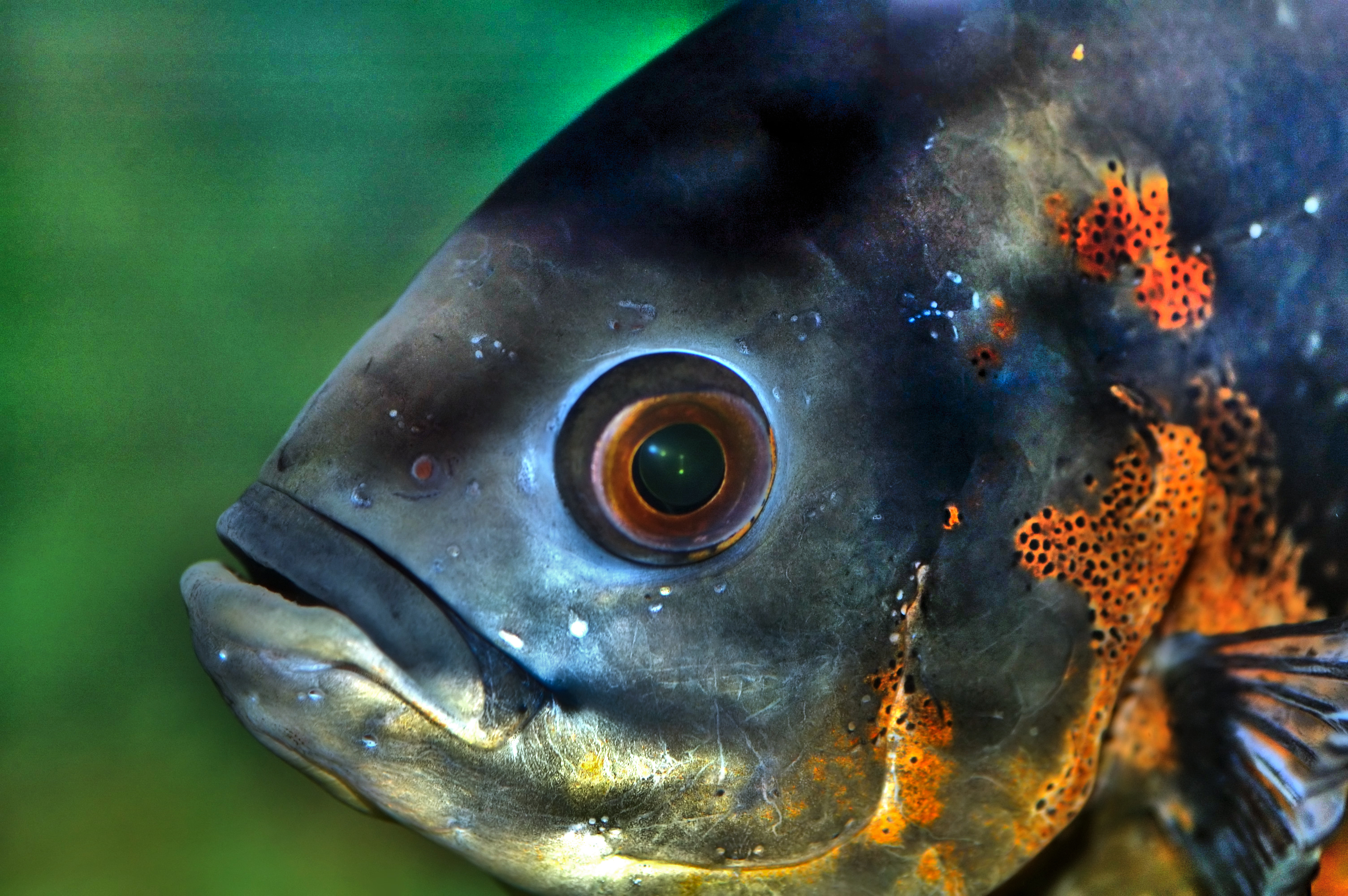
魚眼

魚眼は基本的に結像に関与する水晶体・光と像に関与する網膜の神経層･出来た像を写す網膜の色素上皮層と強膜の3層とこれらに栄養を補給する脈絡膜に分かれる。これはカメラのレンズ・フィルム・本体・電源に相当する。
人間の眼と違い、水中で活動する魚の眼は、いくつかの違いがある。まず、一部例外を除いては瞼を持たない。次に角膜と水の屈折率がほぼ同じ（約1.3）であるため、結像には働かず、替わりに水晶体が球形になっており、水中で水晶体の前後移動を行うことによって遠近調整を行う。硬骨魚類は遠方を見るために水晶体を後方に動かし、軟骨魚類は反対に前方を見るために水晶体を前方に動かす機能を有している。角膜は水晶体の前面を覆う虹彩を保護する役目を有する。なお、水晶体を直接動かしているために人間のように虹彩が拡大したり縮小したりすることはない。なお、ほとんどの魚類の虹彩がグアニンの沈着により銀色をしている。また、虹彩の中央部には丸く開いた瞳孔が存在する。なお、ほとんどの硬骨魚は瞳孔は常に開いたままの状態にある。
また、ヒトが失った緑視物質遺伝子を持っているため、四原色に反応する。なお、像の分解能力が低く、視力は0.5相当であり、眼に映るものはピンボケ状態にあると考えられている。但し、一部の魚は人間以上に動体視力が優れているものがいる。
2022年、海洋研究開発機構・東京大学大気海洋研究所・水産研究・教育機構は、魚眼中の水晶体は木の年輪のように生活史を記録していることに着目し、どのような生活をしてきたかの追跡ができる手法を開発した。